# Plagiognathus negundinis
Plagiognathus negundinis är en insektsart som beskrevs av Knight 1929. Plagiognathus negundinis ingår i släktet Plagiognathus och familjen ängsskinnbaggar. Inga underarter finns listade i Catalogue of Life.